# キム・ダイン
キム・ダイン（韓国語: 김다인、1998年10月15日 - ）は、韓国の女子バレーボール選手である。

## 来歴
2017年、2017-2018 Vリーグの新人ドラフトで水原現代建設ヒルステートに2位指名され、同チームに入団した。
2021年、韓国代表としてネーションズリーグに出場し、東京オリンピックに向けた合宿に参加したが、最終メンバーには残れなかった。
2021-2022 Vリーグと2022-2023 Vリーグではベスト7を受賞した。

## 球歴
- 韓国代表
  - ネーションズリーグ - 2021年、2023年

## 所属チーム
- 水原現代建設ヒルステート（2017年-）

## 受賞歴
- 2019年KOVOカップ ライジングスター賞
- 2021-2022 Vリーグ ベスト7
- 2022-2023 Vリーグ ベスト7